# 林益世
林益世（1968年8月19日—），中華民國政治人物，高雄市茄萣區人，為高雄地方派系紅派大老林仙保庶子。原為中國國民黨籍，年僅二十九歲就進入國會，連任四屆立法委員，並一路獲國民黨主席馬英九長期提拔、扶搖直上，台灣媒體稱其為「馬系大將」。歷任國民黨青年團總團長、國民黨政策委員會執行長（俗稱黨團總召）等多項重要黨職，年僅三十八歲當上國民黨副主席，曾參加2006年反貪腐運動遊行。
2012年1月競選立法委員連任失敗後，於同年2月6日接任行政院秘書長，至7月2日前並為行政院中央廉政委員會委員。同年6月29日因索賄嫌疑而辭職，7月3日遭國民黨開除黨籍，2013年4月30日，台北地方法院一審依公務員假借職務恐嚇得利罪、財產來源不明罪，判處林益世有期徒刑7年4個月，褫奪公權5年，併科罰金新臺幣1,580萬元。2016年2月26日，高等法院改依違背職務收賄等罪，判處林益世有期徒刑13年6月，褫奪公權8年，併科罰金新臺幣1,580萬元。
2018年8月22日，最高法院三審判決，關於林益世公務員對於違背職務之行為收受賄賂部分（收取6,300萬元）撤銷，發回臺灣高等法院更審；職務上要求賄賂、隱匿貪污部份無罪確定；公務員財產來源不明罪判處有期徒刑2年，褫奪公權2年，併科罰金新臺幣1,580萬元確定。

## 出身背景
林益世在1968年生於中國國民黨政治世家。父親林仙保為原高雄縣紅派大老、前臺灣省議會議員，生母沈若蘭為林仙保的二房，有一妹林憶珊，林益世為林仙保之庶子。當年林仙保決定淡出政壇，交棒之際，嫡長子林靈谷與庶子林益世之間曾有嫡庶之爭，最後林益世挾牙醫系畢業光環與臺灣社會對牙醫師形象的認同，取代學歷略遜一籌的林靈谷，以庶子的身份「奪嫡」，逆轉擊敗林靈谷，接收父親林仙保在高雄的所有政治資源及人脈，此事在當時曾經轟動地方政壇。

### 婚姻
- 2006年5月21日，與中國電視公司新聞主播彭愛佳訂婚，同年6月11日結婚，婚禮排場浩大，席開上千桌。

## 政壇經歷
1998年參選第四屆立法委員，首次當選，後連任三屆。2005年8月19日，國民黨主席馬英九任命其為中國國民黨青年團總團長、國民黨副主席。同年代表國民黨參選高雄縣縣長，遭民主進步黨提名的楊秋興擊敗。2008年，國民黨主席吳伯雄任命林益世國民黨政策會執行長。林益世擔任大黨鞭前期，吳敦義是國民黨秘書長，二人每週固定向中華民國總統馬英九報告，開始合作關係。
2012年1月14日，參選第八屆立法委員，遭民主進步黨邱志偉擊敗。後被總統馬英九拔擢出任陳冲內閣的行政院秘書長，被外界解讀為總統府派往內閣的監軍。林益世對自己平步青雲甚為得意，自誇是馬政府的「第三把交椅」，還曾不只一次對陳啟祥強調自己和吳敦義的好交情，說「吳副總統的事，我全權處理」。6月29日，因涉嫌貪污，請辭行政院秘書長職務獲准；7月3日 經國民黨中央考紀委員會議決議，依據黨章規定開除其黨籍。

### 自詡反貪
2006年10月，林益世在其部落格引用國際反貪腐組織「國際透明組織」公布的「全球行賄指數報告」文字「世界各國正颳起一股反貪腐旋風，人民意識也逐漸覺醒，亟欲擺脫那些貪污賄賂的風氣，但調查證明，世界依然是依照他原本的腳步進行，貪腐賄賂仍是各國的通病。」
2010年6月11日，林益世於在其聯合報部落格發表《從政第一要件，清廉！》一文，批判前總統陳水扁，並闡述他本人對司法公正的信心與從政的信念。
...我們都相信司法判決公正性，也請國人給司法公正的審判空間。不論一審法官或者二審法官對扁案所判的刑度，皆為司法給所有從政人員的一個警惕 ——亦即是，從政應該清廉，從政應該清明，皆不可以拿人民辛苦的納稅錢當做個人或家族貪圖榮華富貴的金庫來源。從政之目的在於服務大眾，而不是踩著大眾的心血滿足個人與家族榮華富貴、金碧輝煌的物質慾望，更不應把自己的物質享受慾望建構在大眾的辛苦與汗水上！我們感謝一審與二審的法官，長期承受社會輿論的壓力，做出判決，以司法的公正性，教育所有從政人員該有的基本清廉態度！從政之目的不是「自己的生活改善多少」，而是「國人的生活改善多少」！
2011年競選連任期間，林益世在造勢場合請來前衛生署長楊志良，一起在舞台上揮刀劈砍象徵貪污的豬隻。
2012年6月29日，林益世於再度強調：「個人風譽一時，人格清白長遠，對品格操守的堅持，益世從政以來從未改變！」 

### 財產申報
根據監察院財產申報資料，林益世在1999年剛選上立法委員，當時存款少到未達申報標準（新臺幣100萬元以下），但2009年林益世與妻子彭愛佳兩人申報存款新臺幣2,372萬元，至2010年增為3,224萬元，2011年名下存款達3,548萬1,954元，2012年5月申報時已經高達4,742萬元；林目前還另擁高雄市鳳山區和臺北市松山區共6筆土地、4筆建物等。

## 參選紀錄
| 年度 | 選舉屆數               | 選舉區           | 所屬政黨   | 得票數  | 得票率 | 當選標記 | 備註 |
| ---- | ---------------------- | ---------------- | ---------- | ------- | ------ | -------- | ---- |
| 1998 | 第四屆立法委員選舉     | 高雄縣選舉區     | 中國國民黨 | 42,281  | 7.22%  |          |      |
| 2001 | 第五屆立法委員選舉     | 高雄縣選舉區     | 中國國民黨 | 33,583  | 5.80%  |          |      |
| 2004 | 第六屆立法委員選舉     | 高雄縣選舉區     | 中國國民黨 | 69,115  | 12.68% |          |      |
| 2005 | 第十五屆高雄縣縣長選舉 | 高雄縣           | 中國國民黨 | 244,015 | 40.86% |          |      |
| 2008 | 第七屆立法委員選舉     | 高雄縣第二選舉區 | 中國國民黨 | 84,659  | 55.27% |          |      |
| 2012 | 第八屆立法委員選舉     | 高雄市第二選舉區 | 中國國民黨 | 92,902  | 48.38% |          |      |

## 相關爭議

### 感情爭議
林益世本有一交往長達十五年的沈姓女友，沈小姐並擔任林益世之助理，長期協助林處理公務。2003年12月29日，林益世與時任臺視主播的彭愛佳深夜牽手摟肩，在臺北市廣州街被《蘋果日報》記者跟拍，彭愛佳不否認兩人有手牽手的行為，表示「好朋友私下牽個手，我覺得還好」。 沈小姐受訪時還表示：「過去曾有許多傳聞，林益世都跟我說：『沒有就是沒有』。」最後啜泣著說：「我今天恐怕睡不著覺了。」 當時林益世還在媒體上澄清自己絕無劈腿，與彭只是好友，沒有曖昧。他還表示立委不是神，更不是每個女生都喜歡跟立委交往，而且不要說腳踏兩條船了，他連一條船都站不穩，希望大家不要再說他是「劈腿族」。兩年後，林益世與彭愛佳結婚。

### 影響公共電視獨立運作
2008年，公共電視臺高層拜會林益世，林益世表示公視預算要解凍的附帶條件是每一筆錢的使用都要經過新聞局核准，所有的節目都要送審。公視憂心這違反《公共電視法》的獨立精神，林益世卻回說，「必要時我們可以修法！」甚至還不客氣的說，「因為你們是綠的，你不用多做說明，那是我的感覺！」林益世還口出「我來做董事長都比鄭同僚做得好！」

### 父海關「講情」不成，為父致電「關切」
林益世父林仙保於2010年6月初出國旅遊，月中從香港返抵高雄小港機場，由於同機旅客攜帶超量洋菸企圖闖關不成，林仙保遂表明前省議員身分試圖關說，但海關關員不理會，仍依法對超量部分課予進口稅。據傳林益世知悉後，竟致電「關切」，要求高雄海關課長林文忠到林仙保住處致歉，林文忠並因此事將被撤換，海關日前還開檢討會，要求撤換當日對林仙保沒有「禮遇」的關員。唯林益世本人否認是項說法，強調未要求海關道歉。但是，關稅局官員確實有到林仙保住處，說是「瞭解民眾需求，藉以改善服務」。

### 開霸王車
林益世代步的車輛是擔任大黨鞭時幫忙喬日盛金控人事的「後謝」，連交通違規罰單也由租車的金主幫忙買單，索賄案交保後依然被林益世據為己有。

## 涉嫌索賄
2012年6月27日，《壹週刊》揭發了林益世索賄案，林的母親沈若蘭、妻子彭愛佳亦涉入其中。在此案中，時任行政院秘書長的林益世遭人檢舉，以協助中鋼公司下游協力廠商地勇公司續約為由，於2010年收取193萬美鈔現金。林益世雖全盤否認，不過仍遭最高法院檢察署列為重大貪污犯罪被告偵辦；6月29日案情急轉直下，林益世請辭秘書長一職並火速獲准。因為通聯紀錄等證物，同年7月2日，林益世向特偵組檢察官承認部份罪行，坦承索賄。之後林母及林妻供出賄款，惟款項不合，媒體質疑林益世不法所得恐怕逾億元。特偵組於10月25日偵查終結，林益世依貪污等4罪遭起訴，求處無期徒刑。
2013年4月30日，臺北地方法院合議庭的三名成員─庭長兼審判長吳秋宏、受命法官紀凱峰與陪席法官林孟皇一審判處林益世有期徒刑7年4個月，褫奪公權5年，併科罰金新臺幣1,580萬元，而貪污則判定無罪。其餘被告，包括林益世妻子彭愛佳、母親沈若蘭及兩個舅父，則全部獲判無罪；法官以大篇幅解釋為何他們認為以實質影響力說來論，林益世並不算貪污。此判決結果與之前的判例比較，顯然缺乏邏輯一致性及公平性，引發各界譁然，輿論並批判司法對有國民黨特別優待的嫌疑，法界也批判法官遇到貪污案就任意造法。也有律師在自由時報上評論，認為特偵組在調查起訴上放水，也是縱放林益世的共犯。
2016年2月26日，高等法院改依違背職務收賄等罪，判13年6月，褫奪公權8年，併科罰金新臺幣1,580萬元。林母沈若蘭改依隱匿刑事罪遭判5月，得易科罰金15萬確定。

## 外部連結
- 林益世的Facebook專頁

| 中華民國政府職務 | 中華民國政府職務                                    | 中華民國政府職務               |
| ---------------- | --------------------------------------------------- | ------------------------------ |
| 行政院           |                                                     |                                |
| 前任： 林中森    | 行政院秘書長 第三十一任 2012年2月6日－2012年6月29日 | 繼任： 陳士魁 （代理，後真除） |